# Agnolo Brunelleschi

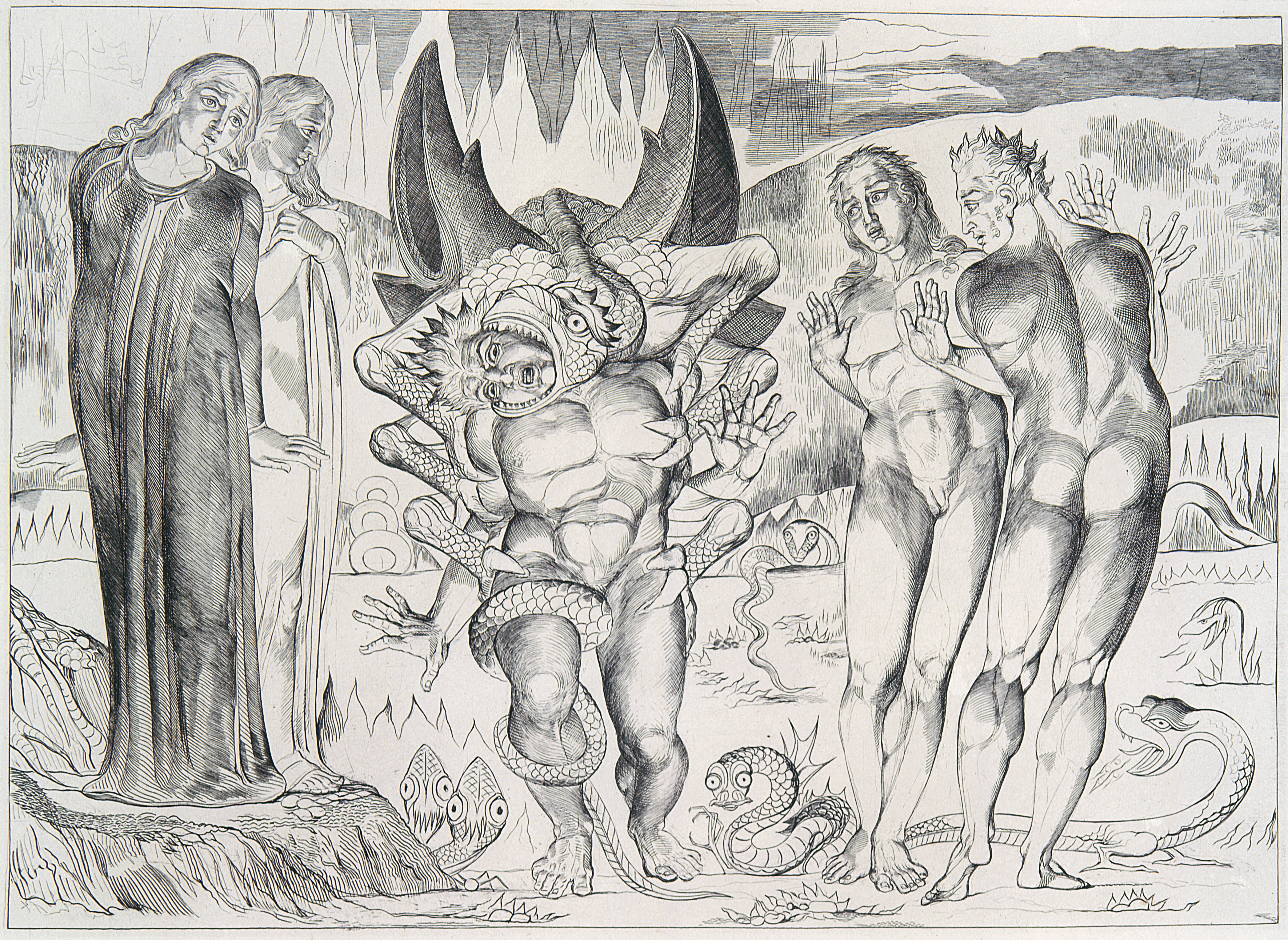
Ilustraciones de Dante de Blake, objeto 5 (Bentley 448-4) La serpiente de seis patas atacando a Agnolo Brunelleschi

Agnolo Brunelleschi, o Agnello (... – siglo XIII), fue un personaje histórico florentino del siglo XIII del cual se tienen muy pocas noticias históricas, pero que es protagonista de un importante episodio del Infierno de Dante Alighieri (Inf. XXV, 67 y siguientes) en la fosa (bolgia) de los ladrones. Es uno de los cinco ladrones florentinos de la séptima fosa, la cual vista hará pronunciar a Dante la célebre invectiva que inicia con "¡Alégrate, Florencia!" (Inf. XXVI, v. 1).
Dante lo cita como Agnel y la atención del poeta está toda focalizada en la metamorfosis del condenado con una especie de lagartija (quizás con el Cianfa citado al inicio del episodio), que lo atrapa con sus patas y se funden así los dos cuerpos en uno solo monstruoso. No se da ninguna noticia biográfica o porqué se encuentra en la fosa de los ladrones.
Los primeros comentadores lo identificaron con el personaje de la noble familia de los Brunelleschi. Ellos reportan como fue ladrón desde pequeño, robando la plata del padre y la madre, dedicándose después a los negocios, donde se presentaba vestido de mendigo para engañar. Algunos quisieron ver en esta falsificación del aspecto una analogía con lo que le sucede en el Infierno, pero los datos que se tienen son demasiado pobres para poder confirmar la hipótesis en manera efectiva.